# Peddapalli
Peddapalli är en ort i Indien.   Den ligger i distriktet Karīmnagar och delstaten Telangana, i den centrala delen av landet, 1 100 km söder om huvudstaden New Delhi. Peddapalli ligger 234 meter över havet och antalet invånare är 33 582.
Terrängen runt Peddapalli är platt. Runt Peddapalli är det tätbefolkat, med 356 invånare per kvadratkilometer. Närmaste större samhälle är Ramagundam, 18,9 km nordost om Peddapalli. Trakten runt Peddapalli består till största delen av jordbruksmark.